# Ken Shimizu
Ken Shimizu (清水 健, Sjimizu Ken) alias Shimiken (しみけん) est un acteur japonais de films pornographiques mesurant 1,63 mètre pour un poids de 60 kg. Il est très apprécié et a remporté plusieurs récompenses. Shimizu détient un record du monde, avec plus de 7 500 films tournés, où plus de 8 000 actrices ont participé à une scène de pénétration,.

## Biographie et carrière
Ken Shimizu est né le 1er septembre 1979 au Japon. Il s'est fait connaître, dès l'âge de 18 ans, comme mannequin de charme dans la revue japonaise Buddy (Badi) destinée à des lecteurs homosexuels. Il commence une carrière dans l'industrie du film pornographique peu de temps après et, vers le milieu de l'année 2002, il a déjà tourné dans 1200 vidéos pour adultes, . Un des passe-temps favori de Shimizu est le culturisme. Il a été classé sixième, dans la catégorie des 60 kg, au 13e Championnats de Bodybuilding qui ont eu lieu à Tokyo en 2005.
Shimizu est l'un des interprètes de la vidéo T.A.B.U. Lycée d'une blonde Volume 2 (t.A.B.u 金髪女学園2), réalisée par Temple Suwa pour la firme V&R. deux actrices hongroises Maya Gold et Monica, arrivent au Japon pour y apprendre la langue, la culture, le mode de vie des habitants et, éventuellement pour leur enseigner les plaisirs du sexe, .
On peut aussi le voir dans des vidéos non « censurées » telle que Sky Angel 27 produit par Sky High Entertainment en avril 2006. Le personnage féminin était interprété par Seri Iwasaki.
Bien que Shimizu n'ait interprété que des films hétérosexuels, il est très connu et apprécié dans la communauté homosexuelle au même titre que Yoshiya Minami, son ami et acteur de films pornographiques. Tous deux sont les acteurs masculins principaux de la vidéo Extase : une odeur risquée (ECSTASY ～危険な香り～) avec les actrices Hitomi Shina et Mariko Kawana. Contrairement aux usages en vigueur au Japon, les photographies des deux acteurs figurent sur le boîtier de ce film produit en mai 2003 par V&R montre à l'exclusion des actrices et semble viser la communauté homosexuelle (gays ou lesbiennes indifféremment), .
Dans CYBER EXSTASY - une anthologie d'un genre homosexuel plus prononcé - produit par les studios Force Entertainment en novembre 2007, Shimizu est en bonne place aux côtés de l'acteur de films pornographiques Natsuya Togawa sur le recto du boîtier vidéo. Bien que cette dernière contienne des extraits de scènes hétérosexuelles, les plans s'attardent longuement sur le corps de Shimizu.
L'industrie pornographique japonaise s'intéresse de plus en plus à une clientèle féminine. En témoigne l'attribution du prix Adult Video Grandprix 2008 pour la Meilleure Vidéo Diversifiée au film Shimiken's Private 7 FUCK (しみけんのプライベート7FUCK) dont Shimizu est l'acteur principal. Au mois de décembre 2007, les studios Ideal Pocket ornent le recto de leur boitier vidéo d'un portrait de Shimizu revêtu seulement d'un slip. Au dos, on peut le voir au cours d'ébats sexuels avec les sept actrices Chihiro Hara, Mangetsu Sakuragawa, Nene, Kaede Akina, Natsuki Sugisaki, Yua Aida et Marin. Il apparait également sur le recto d'une seconde vidéo de la série Modèle:''Shimiken's Private 7 FUCK 2'', parue au mois d'août 2008.